# Horace Walpole, 4:e earl av Orford

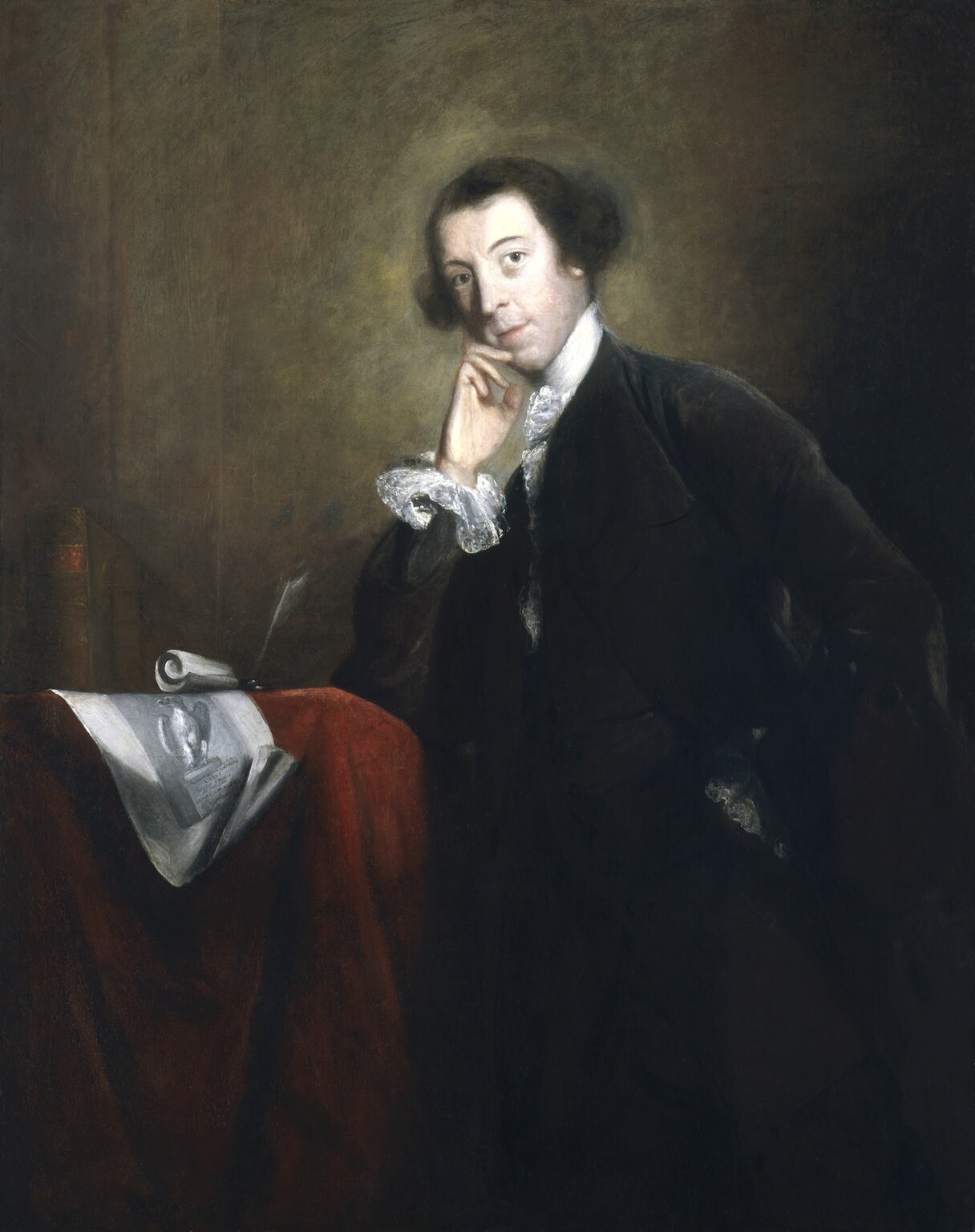
Horace Walpole.

Horatio Walpole, 4:e earl av Orford, känd som Horace Walpole, född 24 september 1717 i London, död 2 mars 1797 vid Berkeley Square i Mayfair, London, var en brittisk författare, konsthistoriker, samlare och medlem av underhuset (whig). Han var yngste son till Storbritanniens förste premiärminister, Robert Walpole. Horace Walpole är mest känd som förgrundsfigur inom romantiken och författare till den första gotiska skräckromanen.

## Biografi
Walpole studerade vid Eton och King's College i Cambridge.1739-1741 reste han i Frankrike och Italien. Han hade ingen framträdande roll i parlamentet men deltog regelbundet i debatter fram till 1768.
Hans korta roman Borgen i Otranto (1764) räknas som den första gotiska skräckromanen. Den publicerades först anonymt.
Han är även känd som en av det engelska språkområdets flitigaste brevskrivare. Han utvecklade medvetet brevskrivandets konst i Mme de Sévignés anda och hans privata korrespondens på runt 4000 brev är en exposé över tidens seder och smak.
Han myntade ordet serendipitet. Det är ett begrepp som används rikligt inom bland annat vetenskapen och innebär att man av en slump gör en tursam upptäckt som man tar tillvara. Entreprenörskap och genialitet anses ofta höra samman med serendipitet.
På grund av sitt intresse för gotisk arkitektur lät han föra sin egen nygotiska byggnad och bostad Strawberry Hill. Huset var öppet för besökare och blev berömt redan under Walpoles livstid. Strawberry Hill inspirerade många efterföljare och återupplivade gotiken i engelsk arkitektur.
Horace Walpole förblev ogift och vid hans död föll earltiteln ur bruk.
Både Horace Walpole och fadern Robert ligger begravda i St Martin's Church i Houghton i Norfolk.